# Schlacht bei Szack
Danzig – Westerplatte – Tucheler Heide – Krojanten – Mlawa – Radom – Wizna – Bzura – Brześć – Lemberg – Rawa Ruska – Lublin – Kampinos-Heide – Warschau – Szack – Modlin – Halbinsel Hel – Kock
Die Schlacht bei Szack fand am 28. September 1939, nach dem Einmarsch sowjetischer Truppen in Polen bei der heute zur Ukraine gehörenden Kleinstadt Schazk (polnisch Szack) statt.
Am Morgen des 28. Septembers griffen Einheiten des polnischen Grenzschutzkorps unter Brigadegeneral Wilhelm Orlik-Rückemann die von der Roten Armee besetzte Stadt an. Gegen Mittag wurde sie nach blutigen Kämpfen zurückerobert. Nachmittags eroberten die polnischen Einheiten bei der Verfolgung der verbliebenen Einheiten der sowjetischen 52. Schützendivision mehrere Dörfer in der Umgebung. Am nächsten Tag zerstörte das Grenzschutzkorps die Vorhut einer anderen sowjetischen Division und zog sich dann über den Bug zurück. Die Polen verloren bei der Schlacht 350 Soldaten, die Sowjets 500 Mann und sieben Panzer sowie mehrere gepanzerte Transporter.